# ウェスティン朝鮮ホテル

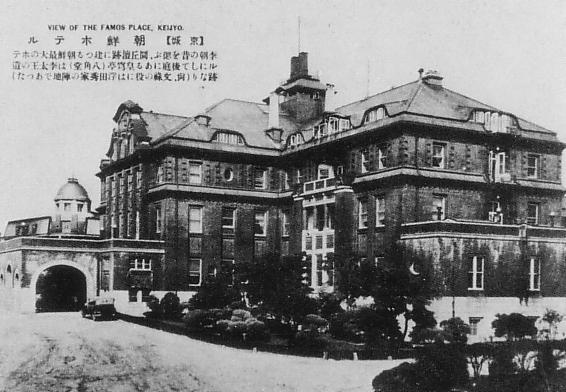
日本統治期の朝鮮ホテル

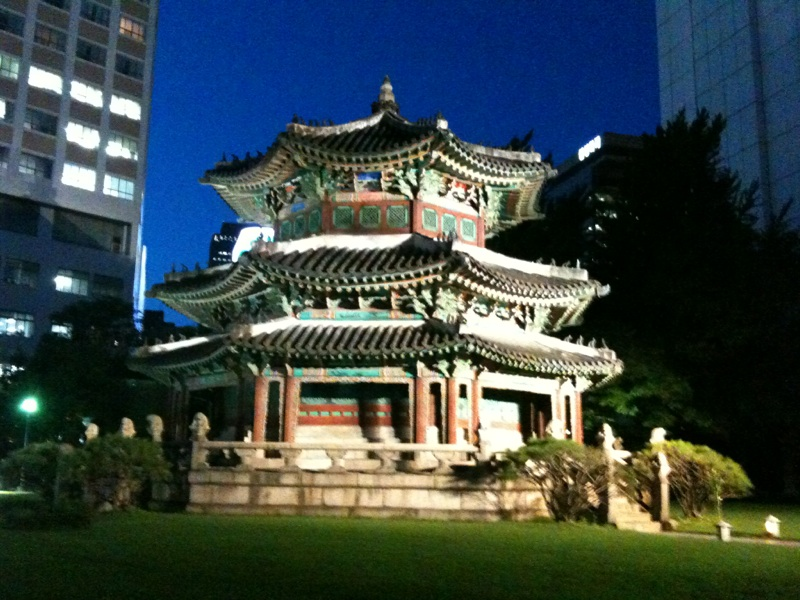
円丘壇

ウェスティン朝鮮ホテル（ウェスティンちょうせんホテル）は新世界グループによって運営されている、大韓民国にあるホテルチェーンである。現在、ソウル特別市中区の「ウェスティン朝鮮ホテルソウル」と釜山広域市海雲台区の「ウェスティン朝鮮ホテル釜山」の2つを運営している。
その上、新世界グループは「フォーポインツバイシェラトン朝鮮 ソウル駅」と「フォーポインツバイシェラトン朝鮮 ソウル明洞」の2つを運営している

## 歴史

### 開業
1910年から行われた韓国併合により、朝鮮半島を直接統治した日本の朝鮮総督府は、首府の京城府（現在のソウル）に日本や諸外国からの貴賓客に対応できる宿泊施設の整備を構想した。その後計画は本格化し、朝鮮総督府鉄道の京城駅からほど近い中心部の丘の上にあり、かつて大韓帝国の皇帝が祭礼を行った圜丘壇であり文禄の役で宇喜多秀家の陣地でもあったエリアに建設することを決定し、圜丘壇の一部を取り壊し建設を進め、1914年10月10日に朝鮮半島初の西洋式ホテルである「朝鮮ホテル」が開業した。ユーゲント・シュティール様式に朝鮮趣味を加味した地上4階地下1階レンガ造りのホテルで部屋数は72。朝鮮総督府鉄道局が総工費84万2800円（当時）をかけて建設し、設計は日本で活動していたプロイセン出身のユダヤ人建築家ゲオルグ・デ・ラランデ、施工は清水組があたった。
同ホテルは朝鮮総督府鉄道の付属施設として位置づけられ、日本によって多くの技術やノウハウが持ち込まれ、朝鮮半島で初のエレベーター（オーチス・エレベータ・カンパニー製）が設置された建物となったほか、朝鮮半島で初のアイスクリームも提供された。その後は東京の帝国ホテルや京都の都ホテルなどと同様に、朝鮮半島の迎賓館機能も兼ね備えたホテルとなった。
その後1937年に勃発した日中戦争や、1941年に日本も参戦した第二次世界大戦下においても同ホテルは通常通りに営業を続け、ソウルを訪問した日本をはじめとする各国の要人から利用された。

### 運営移転
1945年8月15日に日本が連合国に対して降伏し、それに伴い日本による朝鮮の統治が終了すると朝鮮ホテルの状況も激変した。朝鮮総督府が解体されることになり日本人が撤退を進める中、ソウルを含む朝鮮半島南部で連合国軍の1国として軍政を敷いたアメリカ軍は、同ホテルに軍政庁司令部を置き、これに伴い同ホテルの運営主体は朝鮮総督府鉄道からアメリカ軍へと移ることになった。また、その後ソウルに帰国した独立指導者の李承晩などの執務室も置かれることとなった。

### 独立後
1948年に大韓民国が独立し、李承晩が初代大統領に就任した後は運営主体が韓国人に移され、首都の置かれたソウルを代表するホテルとして君臨したものの、1950年に勃発した朝鮮戦争では、ソウルが朝鮮民主主義人民共和国（北朝鮮）軍によって占領され、同ホテルも接収されたが、後に韓国軍により奪回された。
また、李承晩政権による「脱日本化」政策により、同ホテルの名称は日本語式の「Chosen Hotel」から朝鮮語式の「Chosun Hotel」に変更されたが、ほとんどの名詞で「朝鮮」が「大韓」または「韓国」に改称された中でも、同ホテルは「朝鮮日報」とともに「朝鮮」の名称を残した。

### ウェスティンと提携
1970年に、同ホテルは日本統治時代の旧館から20階建てのホテルへと建て替えられ、開業式には朴正煕大統領が参列した。1981年に朝鮮ホテルは、アメリカのウェスティン・ホテルズ（現在はマリオット・インターナショナルの一員）と提携し、現在の「ウェスティン朝鮮ホテル」と改称した。
また、1978年に釜山で開業した高級ホテルと合併し、同ホテルを「ウェスティン朝鮮ホテル釜山」、従来のソウルのホテルを「ウェスティン朝鮮ホテルソウル」として運営する事になった。1995年には韓国側の資本が全て「新世界百貨店」などを経営する「新世界グループ」の手に渡った。

## 現在

### マリオットブランド
- 「ウェスティン朝鮮ホテルソウル」は明洞やソウル市庁舎などに近いソウルの中心部に位置し、さらにソウル交通公社1号線の「市庁駅」や明洞地下街に直通しているなど、非常に便利な立地となっている。

この様な便利な立地にありながら、敷地内には圜丘壇が残されているなど静粛が保たれている上に、高いサービスと充実した施設がソウルを訪れる内外のビジネスマンから高い評価を受けており、「コンデナスト・トラベラー」や「インスティテューショナル・インベスター」などの欧米の旅行誌において、ソウルのベストホテルに度々選ばれている。また「ウェスティン朝鮮ホテル釜山」も釜山を代表する高級ホテルとして高い評価を受けている。
- 「ウェスティン朝鮮ホテル釜山」
- 「チョスンパレス」
- 「フォーポインツバイシェラトン朝鮮 ソウル駅」
- 「フォーポインツバイシェラトン朝鮮 ソウル明洞」

### プライベートブランド
- 「ホテルレスケープ」
- 「グランド朝鮮釜山」
- 「グランド朝鮮済州」